# Mark Moseley
Mark DeWayne Moseley (* 12. März 1948 in Laneville, Texas) ist ein ehemaliger US-amerikanischer American-Football-Spieler. Er spielte sechzehn Saisons auf der Position des Kickers in der National Football League (NFL). Den Großteil seiner Karriere spielte er bei den Washington Redskins, mit denen er 1982 den Super Bowl gewann.

## Karriere
Moseley begann seine Karriere in der NFL, nachdem er im NFL Draft 1970 von den Philadelphia Eagles ausgewählt wurde. Dort stach er den erfahreneren Sam Baker aus. Seine Saison verlief jedoch schlecht, er verwandelte nur 14 von 25 Field-Goal-Versuchen und 25 von 28 PAT-Versuchen. Im Laufe der Saison übernahm er auch die Pflichten des Punters Bill Bradley, da sich dieser eine Knieverletzung zugezogen hatte. Nach dem letzten Vorbereitungsspiel 1971 wurde er entlassen. Im Anschluss spielte er für die Houston Oilers eine Saison und zwei Spiele, ehe er auch hier trotz guter Leistungen entlassen wurde. 1974 verpflichteten die Washington Redskins Moseley als Free Agent. 1979 wurde er erstmals in den Pro Bowl berufen. Es folgten zwei schlechte Saisons, in denen er nur 37 von 63 Versuchen verwandelte. 1982 schien Moseleys Zeit bei den Redskins vorbei, als die Redskins den Kicker Dan Mills im NFL Draft 1982 auswählten. Mills, der im Gegensatz zu Moseley nicht mit der Fußspitze schoss, sondern eine dem Fußball entnommene Schusstechnik anwandte, spielte jedoch keine gute Preseason, weshalb Moseley seinen Job behielt. In der durch einen Spielerstreik auf neun Spiele verkürzten Saison half Moseley den Redskins in die Playoffs, indem er drei Spiele entschied. Er brach in dieser Saison mit 23 auch den Rekord für die meisten erfolgreichen Field Goals in Folge. Insgesamt verwandelte er 20 von 21 Versuchen, was ihm die damals beste Trefferquote in einer einzelnen Saison einbrachte (95,3 %). Sein einziger Fehlschuss in dieser Saison kam am letzten Spieltag gegen die St. Louis Cardinals. Die Associated Press wählte ihn daraufhin zum MVP, eine Auszeichnung, die bis heute kein anderer Kicker erhielt. Mit den Redskins gewann er in dieser Saison auch den Super Bowl XVII. Moseley wurde am 13. Oktober 1986 von den Redskins entlassen und beendete seine Karriere bei den Cleveland Browns.